# Abdul Rahman Ibn Abdul Aziz Al-Sudais
 (août 2012).
Si vous disposez d'ouvrages ou d'articles de référence ou si vous connaissez des sites web de qualité traitant du thème abordé ici, merci de compléter l'article en donnant les références utiles à sa vérifiabilité et en les liant à la section « Notes et références ».
Abdul Rahman Ibn Abdul Aziz Al-Sudais (en arabe : عبد الرحمن السديس), est né le 10 février 1960, à Riyad, en Arabie Saoudite. Il est l'imam en chef de la Grande Mosquée de la Mecque, l'un des trois lieux saints de l'islam. Il est un récitateur du Coran suivant la variante hafs. Sa psalmodie est particulièrement appréciée, il est l'un des récitateurs contemporains les plus écoutés dans le monde et sa voix est largement diffusée via enregistrements audio, CD, puis en ligne, appréciée dans le monde musulman et au-delà.
Il est actuellement le président des affaires religieuses de la mosquée Al-Haram et de la Mosquée du Prophète (les deux saintes mosquées se trouvant dans le royaume saoudien) et membre du conseil suprême de la Ligue Islamique Mondiale.

## Biographie

### Origines, enfance et formation
Al-Sudais appartient au clan `Anizzah, se situant au nord-ouest du Hedjaz. Il a vécu à Riyad, où il a appris le Coran à l'âge de 12 ans sous la supervision de Cheikh Abdul Rehman Al Firyan. Il a fréquenté l'école primaire Ibn Harith puis l'institut scientifique de Riyad où il en ressort diplômé en 1979 avec la mention "excellent". Al-Sudais intègre ensuite l'académie islamique de Riyad, obtenant un diplôme certifiant ses connaissances sur le thème de la charia.
Il a obtenu par la suite sa maîtrise en sciences islamiques de la charia à l'université Mohammed ibn Saoud, en 1987. Son doctorat sera acquis à l'université Umm al-Qura, en 1995.

## Carrière et fonctions
Abdul Rahman Al-Sudais fut imam et prédicateur dans plusieurs mosquées de Riyad, dont celle d'Abdul Razzaq al-Afifi. En 1984, à seulement 22 ans, il fut officiellement nommé imam et khatib (orateur lors des sermons hebdomadaires du vendredi) de la mosquée Al-Haram. Il y prononça son premier sermon en juillet de la même année. Il dirige depuis, et ce jusqu'à aujourd'hui, les prières du taraweeh. Al-Sudais s’est également fait connaître grâce à ses enregistrements de récitations coraniques.
En 2011, il est propulsé à la tête de la présidence générale pour les affaires du Haramain (désignant les deux lieux saints de l'Islam, à savoir la Mecque et Médine) via un décret royal, et ce juste avant le début de l'expansion de la mosquée Al-Haram.
Al-Sudais est considéré comme un ouléma proche du pouvoir saoudien, celui-ci a l'oreille du prince héritier actuel Mohammed ben Salmane, qu'il défend à plusieurs reprises (en octobre 2018, il le louera comme étant un "jeune prince ambitieux divinement inspiré") notamment lors de l'affaire Khashoggi.
Il prend aussi part aux travaux menés par la Ligue Islamique Mondiale, sous la direction de Mohammed al-Issa, membre du conseil des grands oulémas d'Arabie Saoudite, considéré comme un élément-clé du processus de modernisation entamé par le prince héritier saoudien.

## Sermons
Étant actuellement imam permanent à la Mosquée Sacrée de la Mecque, il y donne régulièrement des sermons lors de la prière hebdomadaire du vendredi (jumu'ah). Celui-ci insiste sur la nécessité du dialogue interreligieux, et sur la résolution du conflit israélo-palestinien.
En 2016, lors du pèlerinage à la Mecque, les autorités saoudiennes le choisissent pour officier le sermon d'Arafat, succédant au muphti Abdel-Aziz Al-Cheikh.
En 2020, lors d'une prière hebdomadaire du vendredi, il tiendra un discours prônant des relations fraternelles avec la communauté juive, rappelant le comportement du Prophète Mahomet face aux habitants juifs de Khaybar, et de ses actes de bienfaisance envers ses coreligionnaires monothéistes ou païens, de manière générale. Certains observateurs mettent ces propos en relief avec les anciens sermons de l'imam Sudais, où celui-ci glorifiait le cheikh Yassine, un des fondateurs du mouvement islamiste palestinien Hamas, ainsi qu'une opposition virulente de sa part à l'état hébreu. Ils constatent alors un changement radical dans ses positions, sous l'influence de la politique saoudienne vis-à-vis du conflit. Un timing concordant d'ailleurs avec la signature des accords d'Abraham, qui a eu lieu quelques semaines avant cette prise de parole.

## Controverse
Dans les années 2000, il est critiqué pour des propos jugés vindicatifs contre les Juifs et sera accusé d'antisémitisme. Certains observateurs mettent ces propos en relief avec les anciens sermons de l'imam Sudais, où celui-ci glorifiait le cheikh Yassine, un des fondateurs du mouvement islamiste palestinien Hamas, ainsi qu'une opposition virulente de sa part à l'état hébreu.

## Récompenses
Abdul Rahman Al-Sudais est connu pour sa voix particulièrement douce et émotionnelle et son tajwid précis et contrôlé du Coran. Il a été nommé Personnalité islamique de l'année 2005 à l'occasion des 9e récompenses annuelles de l'organisation Dubai International Holy Quran Awards (DIHQA).

## Vie privée
Abdul Rahman Al-Sudais est marié à sa cousine Fatima bint Ali al-Sudais, avec laquelle il a neuf enfants. Il maintient une vie de famille discrète. Qu'Allah les préserves 